# 和硕柔嘉公主
和硕柔嘉公主（1652年—1673年），顺治帝堂兄多羅安郡王岳乐的次女。

## 生平
顺治九年五月初六日子時出生，生父為岳樂，生母為岳樂繼福晉輕車都尉達爾呼他之女納喇氏。因生母納喇氏早逝，岳樂便娶開國功臣索尼之女赫舍里氏為三繼福晉。岳樂嫡福晉博爾濟吉特氏所出的第一女夭折，所以柔嘉公主實際上為安親王長女。
自幼抚养宫中，成为顺治帝的养女。順治十五年五月已賜婚，因公主年僅七歲，故直至康熙二年（1663年）十一月，十二歲的和碩公主才正式下嫁靖南王耿仲明之曾孙三等子爵耿聚忠。內务府备办柔嘉和硕公主下嫁给耿聚忠时，官員要擬定公主宴席上，太皇太后、仁宪皇太后等所用的物品。他們請旨此次宴會上，东西二妃、浩善之福晋、二公主和格格們、乾清宫的福晋和阿哥们所用的物品是否由内务府来备办。
康熙三年，正式冊封為和碩柔嘉公主。康熙十年（1671年），柔嘉公主生一女耿氏（即纳兰揆叙妻）。康熙十二年（1673年）六月二十七日未時，聖祖到公主府探望患重病的柔嘉公主；七月十二日，和碩柔嘉公主病逝，享年二十二歲。柔嘉公主和額駙一同葬于今北京市門頭溝區龍泉鎮東龍門村，園寢內有五統碑和六塊碑文。

## 女兒
康熙五十八年，柔嘉公主之女耿氏病危，康熙帝特意將允禟的第三女指婚给耿氏和丈夫纳兰揆叙的嗣子永福 (和硕额驸揆方和康亲王杰书之女郡主的兒子) ，并授予允禟第三女郡君品级。柔嘉公主之女耿氏逝后，聖祖令内务府治丧，屡次下旨过问丧事，稱“格格在日，朕待之如公主，尔等好生撰拟谕祭文”。